# MasterChef Brasil
MasterChef Brasil – brazylijski program kulinarny emitowany od 2 września 2014 na antenie Rede Bandeirantes, oparty na brytyjskim formacie o tej samej nazwie.
Od 20 października do 15 grudnia 2015 emitowana była również brazylijska wersja programu MasterChef Junior, w którym brały udział dzieci w wieku 8–13 lat.
Od 4 października 2016 do 11 grudnia 2018 emitowany był spin-off programu -  MasterChef Profissionais, który przeznaczony był dla profesjonalnych kucharzy.
We wszystkich trzech programach jurorzy to Érick Jacquin, Paola Carosella i Henrique Fogaça.

## Opis
Kucharze-amatorzy przechodzą przez zadania jurorów w walce o tytuł MasterChefa, stypednium w Le Codron Bleu we Francji oraz nagrody pieniężne i rzeczowe.

## Edycje
| Edycja | Odcinki      | Premiera        | Finał            | Pora emisji     |
| ------ | ------------ | --------------- | ---------------- | --------------- |
| 1      | 1–17 (17)    | 2 września 2014 | 16 grudnia 2014  | wtorek 22:30    |
| 2      | 18–35 (18)   | 19 maja 2015    | 15 września 2015 | wtorek 22:30    |
| 3      | 36–60 (25)   | 15 marca 2016   | 23 sierpnia 2016 | wtorek 22:30    |
| 4      | 61–85 (25)   | 7 marca 2017    | 22 sierpnia 2017 | wtorek 22:30    |
| 5      | 86–107 (22)  | 6 marca 2018    | 31 lipca 2018    | wtorek 22:30    |
| 6      | 108–129 (22) | 24 marca 2019   | 25 sierpnia 2019 | niedziela 20:00 |

## Ekipa
| Juror            |   |   |   |   |   |   |   |   |   |    |    |
| Juror            | 1 | 2 | 3 | 4 | 5 | 6 | 7 | 8 | 9 | 10 | 11 |
| ---------------- | - | - | - | - | - | - | - | - | - | -- | -- |
| Érick Jacquin    | ● | ● | ● | ● | ● | ● | ● | ● | ● | ●  | ●  |
| Henrique Fogaça  | ● | ● | ● | ● | ● | ● | ● | ● | ● |    | ●  |
| Helena Rizzo     |   |   |   |   |   |   |   | ● | ● | ●  | ●  |
| Rodrigo Oliveira |   |   |   |   |   |   |   |   |   | ●  |    |
| Paola Carosella  | ● | ● | ● | ● | ● | ● | ● |   |   |    |    |

## Uczestnicy

### Sezon 1
| Miejsce | Uczestnik           |
| ------- | ------------------- |
| 1.      | Elisa Fernandes     |
| 2.      | Helena Manosso      |
| 3.      | Luis Lima           |
| 4.      | Mohamad Hindi Neto  |
| 5.      | Jaime Conceição     |
| 6.      | Cecilia Padilha     |
| 7.      | Flavio Takemoto     |
| 8.      | Jamyly Monard       |
| 9.      | Estefano Zaquini    |
| 10.     | Sandra Matarazzo    |
| 11.     | Martin Casilli      |
| 12.     | Lucio Manosso       |
| 13.     | Bianca Bertolaccini |
| 14.     | Marli Rocha         |
| 15.     | Shlomi Asaf         |

### Sezon 2
| Miejsce | Uczestnik          |
| ------- | ------------------ |
| 1.      | Izabel Alvares     |
| 2.      | Raul Lemos         |
| 3.      | Jiang Pu           |
| 4.      | Cristiano Oliveira |
| 5.      | Fernando Kawasaki  |
| 6.      | Lucas Furtado      |
| 7.      | Sabrina Kanai      |
| 8.      | Aritana Maroni     |
| 9.      | Marcos Baldassari  |
| 10.     | Carla Correia      |
| 11.     | Iranete Santana    |
| 12.     | Murilo de Oliveira |
| 13.     | Gustavo Bicalho    |
| 14.     | Hamilton Carvalho  |
| 15.     | Rodrigo Serra      |
| 16.     | Larissa Douat      |
| 17.     | Cássia Castro      |
| 18.     | Patrizia Martins   |

### Sezon 3
| Miejsce | Uczestnik                   |
| ------- | --------------------------- |
| 1.      | Leonardo Young              |
| 2.      | Bruna Chaves                |
| 3.      | Raquel Novais               |
| 4.      | Luriana Toledo              |
| 5.      | Fabio Nunes                 |
| 6.      | Lee Fu Kuang                |
| 7.      | Paula Salles                |
| 8.      | Aluisio Nahime              |
| 9.      | Pedro Lima                  |
| 10.     | Fernando Bianchi            |
| 11.     | Thaiana Wosniak             |
| 12.     | Gleice Simão                |
| 13.     | Vanessa Vagnotti            |
| 14.     | Rodrigo Silva               |
| 15.     | Livia Cathiard              |
| 16.     | Guilherme Joventino         |
| 17.     | Nuno Codeço                 |
| 18.     | Gabriella Palinkas          |
| 19.     | Rodrigo "Tenente" Domingues |
| 20.     | Victor Branco               |
| 21.     | Hellen Cruz                 |

### Sezon 4
| Miejsce | Uczestnik                  |
| ------- | -------------------------- |
| 1.      | Michele Crispim            |
| 2.      | Deborah Werneck            |
| 3.      | Valter Herzmann            |
| 4.      | Victor Vieira              |
| 5.      | Leonardo Santos            |
| 6.      | Mirian Cobre               |
| 7.      | Vitor Buorguignon          |
| 8.      | Fabrizio Barata            |
| 9.      | Ana Luiza Teixeira         |
| 10.     | Aderlize Martins           |
| 11.     | Yukontorn "Yuko" Tappabutt |
| 12.     | Fernando Ferreira          |
| 13.     | Taise Spolt                |
| 14.     | Nayane Barreto             |
| 15.     | Douglas Holler             |
| 16.     | Caroline Martins           |
| 17.     | Abel Chang                 |
| 18.     | Natalia Clementin          |
| 19.     | Roger Fernandes            |
| 20.     | Luciana Braga              |
| 21.     | Bruno Viotto               |

### Sezon 5
| Miejsce | Uczestnik           |
| ------- | ------------------- |
| 1.      | Maria Antônia Russi |
| 2.      | Hugo Merchan        |
| 3.      | Eliane Ribeiro      |
| 4.      | Thiago Gatto        |
| 5.      | Katleen Lacerda     |
| 6.      | Evandro Zanardo     |
| 7.      | Victor Hugo Garcia  |
| 8.      | Rita Bruning        |
| 9.      | Vinicius Rossignoli |
| 10.     | Rui Morschel        |
| 11.     | Ana Luíza Amaral    |
| 12.     | Aristeu Guimarães   |
| 13.     | Clarisse Duarte     |
| 14.     | Angelica Lessa      |
| 15.     | Carlos Oliva        |
| 16.     | Kauê Pedroso        |
| 17.     | Crisleine Cardoso   |
| 18.     | Andressa Sanches    |
| 19.     | Brissa Ioselli      |
| 20.     | Teresa Amorim       |
| 21.     | Dalvio Barrichello  |

### Sezon 6
| Miejsce | Uczestnik         |
| ------- | ----------------- |
| 1.      | Rodrigo Massoni   |
| 2.      | Lorena Dayse      |
| 3.      | Eduardo Richard   |
| 4.      | Juliana Nicoli    |
| 5.      | Haila Santuá      |
| 6.      | Helton Oliveira   |
| 7.      | Ecatharine Santos |
| 8.      | Eduardo Mauad     |
| 9.      | Fernando Consoni  |
| 10.     | Janaina Caetano   |
| 11.     | Weverton Barreto  |
| 12.     | André Boratto     |
| 13.     | Renan Corrêa      |
| 14.     | Juliana Fraga     |
| 15.     | Natalia Jorge     |
| 16.     | Marcus Lima       |
| 17.     | Rosana Gammaro    |
| 18.     | Carlos Augusto    |
| 19.     | Imaculada Soares  |